# Oyndfjarðarfjall
Oyndfjarðarfjall è un rilievo alto 421 metri sul mare situato sull'isola di Eysturoy, nell'arcipelago delle Isole Fær Øer, in Danimarca.